# Dubrava (Ston)
Dubrava is een plaats in de gemeente Ston in de Kroatische provincie Dubrovnik-Neretva. De plaats telt 145 inwoners (2001).

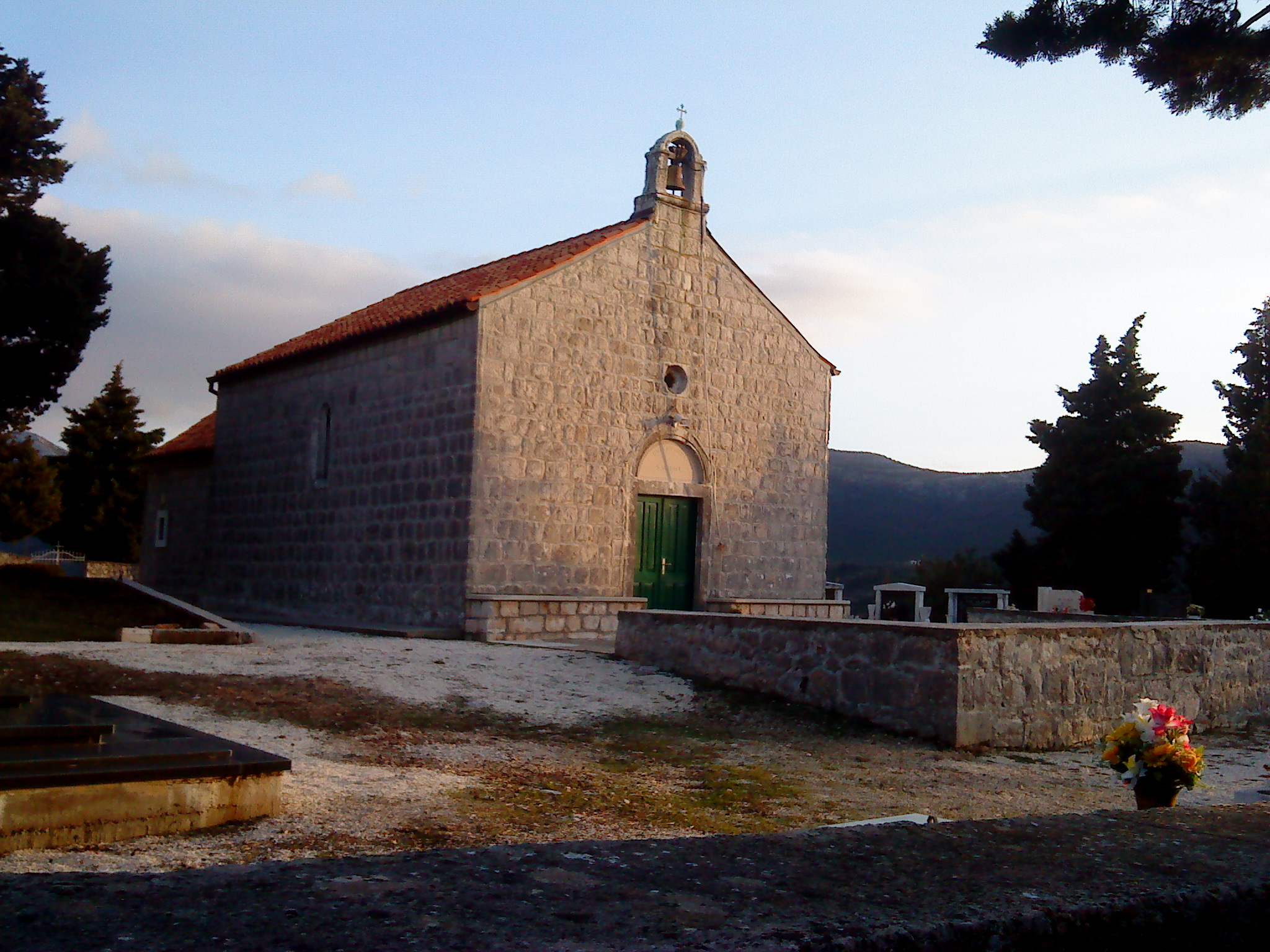
Kerk